# Viatcheslav Anissine
Pour les articles homonymes, voir Anissine.
Viatcheslav Mikhaïlovitch Anissine - en russe : Вячеслав Михайлович Анисин - (né le 11 juillet 1951 à Moscou en URSS) est un joueur professionnel russe de hockey sur glace. Il est le père de la danseuse sur glace Marina Anissina et du joueur Mikhaïl Anissine, et le mari de la patineuse artistique Irina Tcherniaïeva.

## Biographie

### Carrière en club
Il commence sa carrière professionnelle en championnat d'URSS avec les CSKA Moscou en 1963. De 1971 à 1976, il rejoint les Krylia Sovetov avant de revenir au CSKA. En 1981, il intègre l'effectif du SKA Saint-Pétersbourg. Il joue par la suite avec le HC Spartak Moscou avant de partir à l'étranger. En 1993, il met un terme à sa carrière. Il termine avec un bilan de 509 matchs et 176 buts en élite russe.

### Carrière internationale
Il a représenté l'URSS à 99 reprises (35 buts) sur une période de sept saisons entre 1972 et 1977. Il a participé à quatre éditions des championnats du monde pour un bilan de trois médailles d'or et une d'argent.

## Trophées et honneurs personnels
URSS
- 1974 : termine meilleur pointeur.
- 1974 : élu dans la meilleure ligne.

## Statistiques

### En équipe nationale
| Année | Équipe | Compétition |    | PJ | B | A  | Pts | Pun                |  | Résultats |
| 1972  | URSS   | CM          | 4  | 0  | 2 | 2  | 0   | Médaille d'argent  |  |           |
| 1973  | URSS   | CM          | 9  | 6  | 5 | 11 | 4   | Médaille d'or      |  |           |
| 1974  | URSS   | CM          | 10 | 4  | 2 | 6  | 6   | Médaille d'or      |  |           |
| 1975  | URSS   | CM          | 10 | 4  | 7 | 11 | 2   | Médaille d'or      |  |           |
| 1976  | URSS   | CC          | 0  | 0  | 0 | 0  | 0   | Médaille de bronze |  |           |